# リテルヒューズ
リテルヒューズ（Littelfuse）は、イリノイ州シカゴに拠点を置く多国籍な電気機器製造企業である 。
この会社は主に回路を保護する製品を供給している。しかし、各種電気スイッチと自動車用センサーも製造している 。
リテルヒューズは、1927年に創業した。イリノイ州シカゴに加えて、世界中に拠点がある。リテルヒューズは、アメリカ、ヨーロッパ、そしてアジアに40以上の販売、流通、製造、そして技術拠点を持つ。
リテルヒューズは、オートヒューズ（自動車用ヒューズ）の開発企業であり、最初のブレード型自動車用ヒューズを開発した。

## 歴史

### 初期の歴史
エドワード・V・サンド（Edward V. Sundt）は、1927年にリテルヒューズ研究所としてイリノイ州シカゴにリテルヒューズを創業した。
リテルヒューズの創業以前、サンドは、ジェネラル・エレクトリックとスチュワート・ワーナーで働いてきた。サンドは、それらの会社で検査装置が頻繁に電気的な故障を起こすことを経験した。
サンドは、最初の製品を開発した。それは小型の保護ヒューズであり、検査装置の電流を制限し、電気的故障を防ぐためのものであった。
サンドがこの製品の特許を取ろうとしたとき、"Little fuse"（小型のヒューズ）という名前で申請すると、名称が一般的すぎると却下されたため、"l"と"e"を入れ替え"Littelfuse"という名称にしたのが会社名の由来とされている。
リテルヒューズは、1938年に法人化され、"Littelfuse, Inc."に改名した。
リテルヒューズは、1962年に株式公開企業になった 。
リテルヒューズは、創業者のエドワード・V・サンドを取締役会の議長とした 。
1963年にリテルヒューズは、本社をシカゴからイリノイ州デス・プレーンズに移転した。
サンドは、1965年に引退し、トーマス・ブレイクが後を継いだ 。
トラコール（Tracor）は、1968年にリテルヒューズを買収した 。
ブレイクは、トラコールの完全子会社として経営されたリテルヒューズの会長にされた。

### 1970–1991
リテルヒューズは、1970年代に生産拠点を拡大した。イリノイ州ウォツィーカとメキシコ合衆国コアウイラ州ピエドラス・ネグラスに新しい工場を建設した 。
1974年にリテルヒューズは、リテライト（Littelites）を発売した。それは産業機械と事務機械、家庭用電化製品、そしてコンピューターで使われた電気的な指示用ライトであった。
1976年にリテルヒューズは、オートヒューズ（Autofuse）という自動車用のブレード型ヒューズを開発した。
"Autofuse"ブランドは、執拗に偽造された。そして、1983年にリテルヒューズは、アメリカ国際貿易委員会から排除命令を得た。その委員会は、偽造されたブレード型ヒューズの輸入を禁止した。
1987年にウエストマーク・システムズ（Westmark Systems）は、レバレッジド・バイアウトでトラコールとその子会社リテルヒューズを買収した。
トラコールは、1991年に倒産を申請した。そして、リテルヒューズをスピンオフで切り離した。

### 近年の歴史
リテルヒューズは、ハワード・ウィットを会長兼CEOとして1991年11月に再法人化した 。
ウィットは、1979年からリテルヒューズのために働いてきた。そして、1990年2月からリテルヒューズの会長兼CEOであった。このとき、リテルヒューズは、まだトラコールによって所有されていた。
1991年にリテルヒューズは、会社の歴史上2度目の新規株式公開（IPO）を行った。
リテルヒューズの利益は、1990年代を通して上昇した。そして、ヨーロッパとアジアに経営を拡大した。
リテルヒューズは、ブラジルのサンパウロに流通・技術センターを設置して南アメリカへ事業を拡大した。
2004年終盤にウィットに替わってゴードン・ハンターがリテルヒューズの会長兼CEOになった。
2008年にリテルヒューズは、生産体制を再構築した。16の小規模な工場を閉鎖し、6つの新しい大規模工場を開設した。
同年、リテルヒューズは、本社をイリノイ州デス・プレーンズからシカゴへ移転した。
リテルヒューズは、2010年、2011年、2012年そして2013年にコンサルティング・スペシファイング・エンジニアによってプロダクト・オブ・ザ・イヤーとして認定された。
アロー・エレクトロニクスは、2011年にサプライヤー・エクセレンス賞をリテルヒューズに与えた。
リテルヒューズは、2010年、2011年、2012年そして2013年にTTIサプライヤーズ・エクセレンス賞を受賞した。
リテルヒューズは、2012年にシカゴ・イノベーション賞を受賞した。
2013年にリテルヒューズは、プロセッシング・マガジンのブレークスルー・プロダクト・オブ・ザ・イヤーを受賞した。
リテルヒューズは、2012年、2013年、そして2014年にイリノイ州の働くのに最適な企業（Best Places to Work）の一つとして認定された。
2016年11月にリテルヒューズは、COOデイブ・ハインツマンが2017年1月に会長兼CEOとしてゴードン・ハンターの後を継ぐだろうと発表した。

## 製品

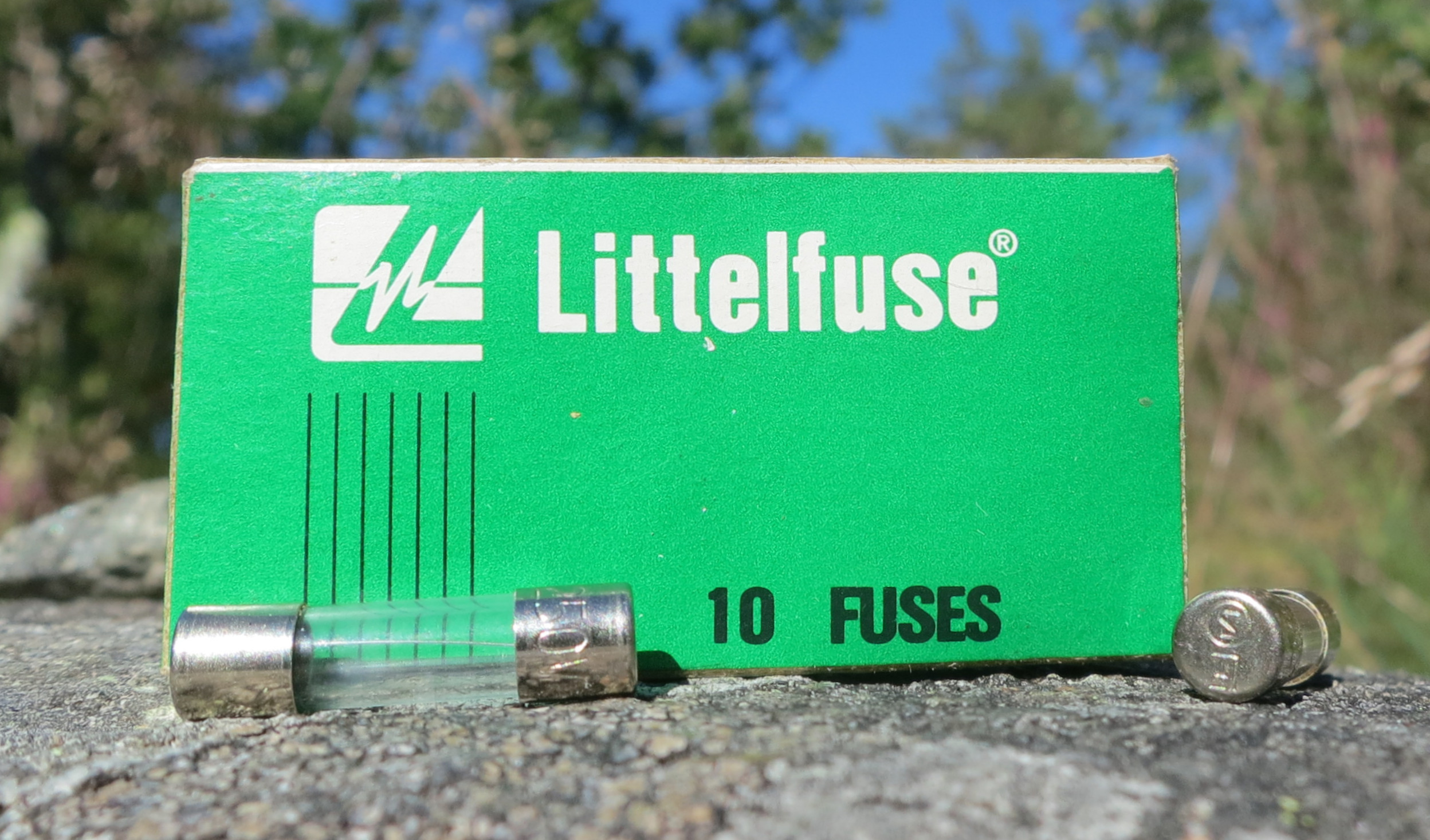
リテルヒューズのヒューズ

リテルヒューズは、電子機器、自動車、そして製造業のために回路保護製品を設計・製造している。
リテルヒューズは、3つの事業セグメントを経営している。電気電子機器、製造業、そして自動車である。
製品は、ヒューズと回路保護装置、ESDサプレッサー、ガス封入管、電気電子スイッチ、ソレノイド、バッテリー管理デバイス、そして保護継電器である。
2013年にハムリン（Hamlin, Inc.）の買収に伴って、リテルヒューズは、自動車、製造業、そして消費者向け産業のためのセンサーを含んだ製品を拡大した。

## 買収した企業
リテルヒューズは、1999年から多数の企業を買収してきた。
- 1999年 - ハリス・サプレッション・プロダクツ（Harris Suppression Products）[23]
- 2002年 - セミトロン（Semitron）[24]
- 2003年 - テコール（Teccor：回路製造）とオーバーボルテージ（英語版）（Overvoltage：回路保護製品）[13][25][26]
- 2004年 - ハインリッヒ・インダストリー（Heinrich Industrie）。回路保護製品を製造するドイツ企業。ウィックマン（WICKMANN）グループとエフェン・アンド・プデンツ（Efen and Pudenz）ブランドも擁している[9][27][28]
- 2006年 - コンコルド半導体（Concord Semiconductor, Inc.：台湾を拠点にするシリコン製造企業）とカタリーナ・パフォーマンス・アクセサリー（Catalina Performance Accessories：ブレード型自動車用ヒューズの製造・販売）[29][30]
- 2008年 - ショック・ブロック（Shock Block Corporation）は、地絡事故保護技術を開発・製造する[31]。
- 2008年 - スタートコ・エンジニアリング（Startco Engineering Ltd.）。地絡事故保護製品とカスタム配電制御装置の製造企業。製造業や鉱業で使用される[32]。
- 2010年 - コールハーシー（Cole Hersee）。電力制御製品と商用車向けの高耐久性機械式電気スイッチの製造企業[33]。
- 2011年 - セルコA/S（Selco A/S）。デンマーク企業。海洋と製造業の環境で使用される電子機器を製造している[34]。
- 2012年 - アクセルAB（Accel AB：スウェーデンの企業。高度な自動車用スイッチとセンサーを製造）とテラパワーシステムズ（Terra Power Systems：高耐久自動車やトラック用の電気電子部品を製造している）[35][36]
- 2013年 - ハムリン（Hamlin Inc.）。自動車用センサーの製造企業[3][4]。
- 2014年 - シスコム（SymCom）。電力、電圧、そして電流のモニターを開発・製造[37]。
- 2015年 - JRS MFG. LTD. メタルクラッド開閉装置、メタルエンクローズ開閉装置、そしてアーク耐性開閉装置、E-House、鉱業用電力制御装置、鉱業用変電所のようなものをカスタム設計した製品を開発・製造する[38]。
- 2016年 - TEコネクティビティ（TE Connectivity）社の回路保護事業[39]
- 2016年 - 半導体製造企業オン・セミコンダクターのIGBTとTVS (Transient voltage suppressor) の部門[40]
- 2017年 - U.S.センサー（U.S. Sensor）。温度センサーの製造企業[41]。
- 2017年 - IXYS（IXYS Corporation）。パワー半導体の製造企業。IXYSの子会社ザイログ（Z80 CPUで有名）もリテルヒューズ傘下に入った[42]。
- 2018年 - モノリス・セミコンダクター（Monolith Semiconductor Inc.）。シリコンカーバイドスイッチの開発と製造[43]。
- 2021年 - カーリング・テクノロジーズ（Carling Technologies Inc.）。電気機械式サーキットブレーカーの製造企業[44]。
- 2022年 - C&Kスイッチズ（C&K Switches）。電気機械式スイッチの製造企業[45]。
- 2023年 - ウェスタン・オートメーション・リサーチ・アンド・ディペロップメント（Western Automation Research and Development Limited）。電気ショック保護デバイスの設計・製造企業[46]。